# Saison 3 de Grimm
Chronologie
Saison 2 Saison 4
Cet article présente les vingt-deux épisodes de la troisième saison de la série télévisée américaine Grimm.

## Synopsis
Juliette sait désormais que Nick est un Grimm. Ce dernier finit par quitter sa condition de mort-vivant, mais il a tué un humain et cet acte l'obsède pendant un certain temps. Adalind finit par récupèrer ses pouvoirs et accouche d'une petite fille que la famille royale d'Autriche tente de récupérer par tous les moyens ; la mère de Nick réapparaît alors pour protéger le bébé.
Monroe et Rosalee planifient leur mariage.
Dans la dernière partie de la saison, lors de l'une de ses enquêtes, Nick rencontre Theresa Rubel, une jeune femme désorientée, et doit lui expliquer qu'elle est une Grimm.

## Distribution

### Acteurs principaux
- David Giuntoli (VF : Pascal Nowak) : Nick Burkhardt
- Russell Hornsby (VF : Gilles Morvan) : Hank Griffin
- Bitsie Tulloch (VF : Pamela Ravassard) : Juliette Silverton
- Silas Weir Mitchell (V. F. : Constantin Pappas) : Eddie Monroe
- Sasha Roiz (VF : Loïc Houdré) : capitaine Sean Renard
- Reggie Lee (VF : Didier Cherbuy) : sergent Wu
- Bree Turner (VF : Céline Mauge) : Rosalee Calvert
- Claire Coffee (VF : Sybille Tureau) : Adalind Schade

### Acteurs récurrents
- Robert Blanche (en) (VF : Michel Vigné) : le sergent Franco
- Danny Bruno (en) (VF : Sylvain Clément) : Bud (récurrence à travers les saisons)
- Shohreh Aghdashloo (VF : Annie Balestra) : Stefania Vaduva Popescu (récurrence à travers les saisons)
- Mary Elizabeth Mastrantonio (VF : Frédérique Tirmont) : Kelly Burkhardt (récurrence à travers les saisons)
- Damien Puckler (VF : Jochen Haegele) : Martin Meisner
- Christian Lagadec (VF : Adrien Larmande) : Sebastien, l'espion du capitaine Renard
- Alexis Denisof (VF : Yann Guillemot) : Viktor Albert Wilhelm George Beckendorf
- C. Thomas Howell (VF : Patrick Osmond) : Weston Steward
- Jacqueline Toboni (VF : Victoria Grosbois) : Theresa Rubel / « Rebelle »

## Production

### Développement
Le 26 avril 2013, la série a été renouvelée pour une troisième saison de vingt-deux épisodes.

### Casting
Entre août 2013 et février 2014, les acteurs Damien Puckler, Alexis Denisof, C. Thomas Howell et Jacqueline Toboni ont obtenu un rôle récurrent lors de la saison.
Les acteurs Sharon Leal, Dee Wallace, Chris Mulkey, Anne Dudek, Keith David, Sam Witwer et Philip Anthony-Rodriguez (en) ont obtenu un rôle le temps d'un, deux ou trois épisodes lors de la saison.

### Diffusion
- En France, la série a été diffusée du 22 avril 2014 au 24 juin 2014 sur SyFy France. Elle a été diffusée sur NT1 du 20 février 2015 au 10 avril 2015 en seconde fenêtre.

## Liste des épisodes

### Épisode 1:Le Prince des morts-vivants
- États-Unis /  Canada : 25 octobre 2013 sur NBC[10] / CTV
- France :
- 22 avril 2014 sur Syfy France[11],[12],[13]
- 20 février 2015 sur NT1
- Québec : 25 août 2014 sur Ztélé[réf. nécessaire]

- États-Unis : 6,15 millions de téléspectateurs[14] (première diffusion)
- Canada : 1,11 million de téléspectateurs[15] (première diffusion)
- France : 407 000 téléspectateurs[16](deuxième diffusion)

- Shohreh Aghdashloo (Stefania)
- Reg E. Cathey (The Baron)
- James Frain (Eric)

### Épisode 2:Zombie or not Zombie
- États-Unis /  Canada : 1er novembre 2013 sur NBC / CTV
- France :
- 22 avril 2014 sur Syfy France[12],[13]
- 20 février 2015 sur NT1
- Québec : 1er septembre 2014 sur Ztélé

- États-Unis : 4,96 millions de téléspectateurs[17] (première diffusion)
- France : 402 000 téléspectateurs[18](deuxième diffusion)

- Shohreh Aghdashloo (Stefania)

### Épisode 3:Un plat qui se mange froid
- États-Unis /  Canada : 8 novembre 2013 sur NBC / CTV
- France :
- 22 avril 2014 sur Syfy France[12],[13]
- 20 février 2015 sur NT1
- Québec : 8 septembre 2014 sur Ztélé

- États-Unis : 4,88 millions de téléspectateurs[19] (première diffusion)
- Canada : 847 000 téléspectateurs[20] (première diffusion)
- France : 352 000 téléspectateurs[18](deuxième diffusion)

Nick fait des examens médicaux qui révèlent que son rythme cardiaque reste bas quel que soit l'effort qu'il produit : il semble donc garder des séquelles de ses récentes mésaventures avec le Baron Samedi. Il se sent toujours coupable pour la mort de l'homme du bar, mais le capitaine Renard lui fait remarquer qu'il a tué de nombreux Wesen sans se formaliser autant.
Parallèlement, Nick et Hank enquêtent sur la mort de deux personnes dont l'abdomen semble avoir explosé et il s'avère qu'elles ont toutes deux mangé dans un restaurant renommé tenu par un chef Bauerschwein (cochon) et qu'elles sont des Blutbad. Rosalie et Monroe ayant dîné à cet endroit, sans que ce dernier n'en soit affecté, comprennent que ce qui rend les Blutbad malades est un champignon se trouvant dans une tartelette offerte par le chef et que Monroe n'a pas goûtée car elle contenait de la viande. Le problème est qu'il n'y a aucune preuve car le champignon n'affecte que les Blutbad et pas les humains.

### Épisode 4:Mourir d'amour et d'eau fraîche
- États-Unis /  Canada : 15 novembre 2013 sur NBC / CTV
- France :
- 29 avril 2014 sur Syfy France[12],[13]
- 27 février 2015 sur NT1
- Québec : 15 septembre 2014 sur Ztélé

- États-Unis : 5,81 millions de téléspectateurs[21] (première diffusion)
- France : 498 000 téléspectateurs[22](deuxième diffusion)

Pendant que Nick attend ses résultats médicaux, un homme est tiré vers le fond d'un lac alors qu'il se baignait avec deux femmes et son ami Jake. Le lendemain, cet homme est retrouvé mort noyé. Jake est lui aussi attiré vers le fond mais est sauvé par une troisième jeune femme qui est amoureuse de lui et connaît manifestement les deux autres jeunes femmes.
Lors de l'enquête, Nick et Hank se rendent sur les berges du lac. Nick entend un bruit et poursuit la jeune femme qui a sauvé Jake, mais elle s'enfuit en plongeant dans le lac. Nick la perd de vue car elle nage sous l'eau pendant un bon moment.
En recherchant le portable du jeune homme survivant, Nick et Hank retrouvent les deux jeunes femmes et les arrêtent pour les interroger sur le noyé. Sur une photo, la troisième jeune femme est visible, elle s'appelle Hayley et est en réalité leur sœur.
Elles révèlent alors qu'elles sont des naïades et qu'elle ne peuvent pas survivre plus de quelques heures hors de l'eau. Nick et Hank sont alors confrontés au dilemme de les garder en prison car elles savent manifestement quelque chose ou de les relâcher car elles commencent à se dessécher. Leur père avoue le crime dans l'espoir de sauver ses filles et une des deux jeunes femmes préfère alors dénoncer les vrais coupables pour sauver leur père : leurs cousins, également des naïades. Elle explique que les hommes naïades naissant stériles, les femmes naïades doivent avoir des relations sexuelles avec des humains pour avoir des enfants. Certains hommes naïades ne supportent pas d'avoir à élever les enfants d'autres hommes et les tuent.
La Petite Sirène de Hans Christian Andersen

### Épisode 5:Le Croquemitaine
- États-Unis /  Canada : 29 novembre 2013 sur NBC / CTV
- France :
- 29 avril 2014 sur Syfy France[12],[13]
- 27 février 2015 sur NT1
- Québec : 22 septembre 2014 sur Ztélé

- États-Unis : 5,73 millions de téléspectateurs[23] (première diffusion)
- France : 490 000 téléspectateurs[24](deuxième diffusion)

### Épisode 6:Histoires à faire peur
- États-Unis /  Canada : 6 décembre 2013 sur NBC / CTV
- France :
- 29 avril 2014 sur Syfy France[12],[13]
- 27 février 2015 sur NT1
- Québec : 29 septembre 2014 sur Ztélé

- États-Unis : 6,32 millions de téléspectateurs[25] (première diffusion)
- Canada : 1,15 million de téléspectateurs[26] (première diffusion + différé 7 jours)
- France : 530 000 téléspectateurs[27](deuxième diffusion)

### Épisode 7:De sang froid
- États-Unis /  Canada : 13 décembre 2013 sur NBC / CTV
- France :
- 6 mai 2014 sur Syfy France[12],[13]
- 6 mars 2015 sur NT1
- Québec : 6 octobre 2014 sur Ztélé

- États-Unis : 4,88 millions de téléspectateurs[28] (première diffusion)
- Canada : 686 000 téléspectateurs[20] (première diffusion)
- France : 370 000 téléspectateurs[29](deuxième diffusion)

### Épisode 8:Si tu n'es pas sage!
- États-Unis /  Canada : 13 décembre 2013 sur NBC / CTV
- France :
- 6 mai 2014 sur Syfy France[12],[13]
- 6 mars 2015 sur NT1
- Québec : 13 octobre 2014 sur Ztélé

- États-Unis : 4,88 millions de téléspectateurs[28] (première diffusion)
- Canada : 686 000 téléspectateurs[20] (première diffusion)
- France : 360 000 téléspectateurs[30](deuxième diffusion)

« O Christmas Tree, O Christmas Tree, How steadfast are your branches... ».
(trad. litt. : O sapin de Noël, O sapin de Noël, Quelle est la fermeté de vos branches ? )
- Citation de la Version Française:  Joli sapin, comme ils sont doux et tes bonbons et tes joujoux'

### Épisode 9:Le Guérisseur
- États-Unis /  Canada : 3 janvier 2014 sur NBC / CTV
- France :
- 13 mai 2014 sur Syfy France[12],[13]
- 6 mars 2015 sur NT1
- Québec : 20 octobre 2014 sur Ztélé

- États-Unis : 5,68 millions de téléspectateurs[31] (première diffusion)
- Canada : 1,45 million de téléspectateurs[32] (première diffusion + différé 7 jours)
- France : 350 000 téléspectateurs[33](deuxième diffusion)

- Sharon Leal
- Mark Ivanir
- Alicia Lagano
- Aleksandra Kaniak
- Angela Gots
- Robert Blanche

### Épisode 10:Guerre des gangs
- États-Unis /  Canada : 10 janvier 2014 sur NBC / CTV
- France :
- 13 mai 2014 sur Syfy France[12],[13]
- 13 mars 2015 sur NT1
- Québec : 27 octobre 2014 sur Ztélé

- États-Unis : 5,33 millions de téléspectateurs[34] (première diffusion)
- Canada : 1,2 million de téléspectateurs[35] (première diffusion + différé 7 jours)
- France : 350 000 téléspectateurs[36](deuxième diffusion)

« I am glad 'tis night, you do not look at me, for I am much ashamed of my exchange. ».
(trad. litt. : Je suis content cette nuit, vous ne me regardez pas, car j'ai beaucoup honte de mon échange. )
- Texte d'introduction dans la version française

### Épisode 11:Rattrapés par le passé
- États-Unis /  Canada : 17 janvier 2014 sur NBC / CTV
- France :
- 20 mai 2014 sur Syfy France[12],[13]
- 13 mars 2015 sur NT1
- Québec : 3 novembre 2014 sur Ztélé

- États-Unis : 5,71 millions de téléspectateurs[37] (première diffusion)
- France : 340 000 téléspectateurs[38](deuxième diffusion)

### Épisode 12:Le Serial scalpeur
- États-Unis /  Canada : 24 janvier 2014 sur NBC / CTV
- France :
- 20 mai 2014 sur Syfy France[12],[13]
- 13 mars 2015 sur NT1
- Québec : 10 novembre 2014 sur Ztélé

- États-Unis : 5,71 millions de téléspectateurs[39] (première diffusion)
- Canada : 1,29 million de téléspectateurs[40] (première diffusion + différé 7 jours)
- France : 320 000 téléspectateurs[41](deuxième diffusion)

Alors que Monroe et Rosalee commencent à faire des plans pour le mariage et se préparent à accueillir les parents de Monroe, Juliette tente de contacter la mère de Nick. Nick et Hank sont appelés à enquêter sur la mort de plusieurs officiers qui ont été scalpés.

### Épisode 13:Le Poids des traditions
- États-Unis /  Canada : 28 février 2014 sur NBC[42] / CTV
- France :
- 27 mai 2014 sur Syfy France[12],[13]
- 20 mars 2015 sur NT1
- Québec : 17 novembre 2014 sur Ztélé

- États-Unis : 5,32 millions de téléspectateurs[43] (première diffusion)
- France : 380 000 téléspectateurs[44](deuxième diffusion)

Alors que Rosalee et Monroe essaient de se faire à l'idée que les parents de Monroe n'acceptent pas leur relation, Nick doit identifier un tueur en série qui tue et scalpe des policiers. Grâce à Juliette et à Monroe, il identifie un type de Wesen particulièrement dangereux qui récupère les scalps de ses victimes pour s'en faire un manteau et ainsi augmenter sa puissance, c'est un Wildesheer.
« Still, after a short time the family's distress again worsened, and there was no relief anywhere in sight. »

### Épisode 14:Mythe ou Réalité?
- États-Unis /  Canada : 7 mars 2014 sur NBC / CTV
- France :
- 27 mai 2014 sur Syfy France[12],[13]
- 20 mars 2015 sur NT1
- Québec : 24 novembre 2014 sur Ztélé

- États-Unis : 5,65 millions de téléspectateurs[45] (première diffusion)
- Canada : 1,28 million de téléspectateurs[46] (première diffusion + différé 7 jours)
- France : 410 000 téléspectateurs[47](deuxième diffusion)

"I am going off to a house and entering it like a snake...
I will devour their babes and make their hearts ache."

### Épisode 15:Le Secret des pharaons
- États-Unis /  Canada : 14 mars 2014 sur NBC / CTV
- France :
- 3 juin 2014 sur Syfy France[12],[13]
- 20 mars 2015 sur NT1
- Québec : 1er décembre 2014 sur Ztélé

- États-Unis : 5,63 millions de téléspectateurs[48] (première diffusion)
- Canada : 1,29 million de téléspectateurs[49](première diffusion + différé 7 jours)
- France : 390 000 téléspectateurs[50](deuxième diffusion)

"You shall not become corrupt, you shall not become putrid, you shall not become worms."

### Épisode 16:La Foire aux monstres
- États-Unis /  Canada : 21 mars 2014 sur NBC / CTV
- France :
- 3 juin 2014 sur Syfy France[12],[13]
- 27 mars 2015 sur NT1
- Québec : 8 décembre 2014 sur Ztélé

- États-Unis : 5,71 millions de téléspectateurs[51] (première diffusion)
- Canada : 1,27 million de téléspectateurs[52] (première diffusion + différé 7 jours)
- France : 330 000 téléspectateurs[53](deuxième diffusion)

"Under such conditions, whatever is evil in men's natures comes to the front."

### Épisode 17:Les grands esprits se rencontrent
- États-Unis /  Canada : 4 avril 2014 sur NBC / CTV
- France :
- 10 juin 2014 sur Syfy France[12],[13]
- 27 mars 2015 sur NT1
- Québec : 15 décembre 2014 sur Ztélé

- États-Unis : 4,89 millions de téléspectateurs[54] (première diffusion)
- Canada : 1,15 million de téléspectateurs[55] (première diffusion + différé 7 jours)
- France : 350 000 téléspectateurs[56](deuxième diffusion)

Alors que le Verrat est sur le point de les capturer, la mère de Nick réapparaît pour aider Adalind et sa fille à quitter l'Autriche et pour les protéger elle les emmène, sans connaître leur dissension commune, chez Nick et Juliette.    
"In all chaos there is a cosmos, in all disorder a secret order."

### Épisode 18:Alliés contre nature
- États-Unis /  Canada : 11 avril 2014 sur NBC / CTV
- France :
- 10 juin 2014 sur Syfy France[12],[13]
- 27 mars 2015 sur NT1
- Québec : 22 décembre 2014 sur Ztélé

- États-Unis : 4,84 millions de téléspectateurs[57] (première diffusion)
- Canada : 1,22 million de téléspectateurs[58] (première diffusion + différé 7 jours)
- France : 320 000 téléspectateurs[59](deuxième diffusion)

Tout le monde s'évertue à faire ce qui est nécessaire pour mettre le bébé à l'abri des familles royales.

### Épisode 19:Grimm 2, la révélation
- États-Unis /  Canada : 25 avril 2014 sur NBC / CTV
- France :
- 17 juin 2014 sur Syfy France[12]
- 3 avril 2015 sur NT1
- Québec : 29 décembre 2014 sur Ztélé

- États-Unis : 4,39 millions de téléspectateurs[60] (première diffusion)
- Canada : 1,22 million de téléspectateurs[61] (première diffusion + différé 7 jours)
- France : 340 000 téléspectateurs[62](deuxième diffusion)

L'agent du FBI, Weston Steward essaie de tuer le capitaine Renard. Adalind recherche son enfant et demande de l'aide à Nick sans savoir que Diana a été enlevée par la résistance et qu'elle n'est donc pas aux mains du Prince Viktor.
Adalind reproche au capitaine d'avoir donné son bébé  et, se sentant trahie, elle se rend chez Monroe et Rosalee.
"Nobody knows the trouble i've seen. nobody knows my sorrow."

### Épisode 20:Le Gang des voleuses
- États-Unis /  Canada : 2 mai 2014 sur NBC / CTV
- France :
- 17 juin 2014 sur Syfy France[12]
- 3 avril 2015 sur NT1
- Québec : 5 janvier 2015 sur Ztélé

- États-Unis : 4,93 millions de téléspectateurs[63] (première diffusion)
- Canada : 1,18 million de téléspectateurs[64] (première diffusion + différé 7 jours)
- France : 360 000 téléspectateurs[65](deuxième diffusion)

### Épisode 21:La Clé du mystère
- États-Unis /  Canada : 9 mai 2014 sur NBC / CTV
- France :
- 24 juin 2014 sur Syfy France[12]
- 10 avril 2015 sur NT1
- Québec : 12 janvier 2015 sur Ztélé

- États-Unis : 4,78 millions de téléspectateurs[66] (première diffusion)
- Canada : 1,37 million de téléspectateurs[67] (première diffusion + différé 7 jours)
- France : 280 000 téléspectateurs[68](deuxième diffusion)

- « « No », said the King. I'd rather die than place you in such great danger as you must meet with in your journey. ».
(trad. litt. : « Non », répondit le roi. « Je préfère mourir plutôt que de consentir à ce que tu t'exposes au danger de cette expédition. »)

### Épisode 22:La Revanche d'une blonde
- États-Unis /  Canada : 16 mai 2014 sur NBC / CTV
- France :
- 24 juin 2014 sur Syfy France[12]
- 10 avril 2015 sur NT1
- Québec : 19 janvier 2015 sur Ztélé

- États-Unis : 5,34 millions de téléspectateurs[69] (première diffusion)
- Canada : 1,24 million de téléspectateurs[70] (première diffusion + différé 7 jours)
- France : 330 000 téléspectateurs[71](deuxième diffusion)